# Wielersport op de Olympische Zomerspelen 2012 – Sprint mannen
Tijdens de Olympische Zomerspelen van 2012 vond het wieleronderdeel sprint voor mannen plaats op 4, 5 en 6 augustus in het London Velopark te Londen, Groot-Brittannië.

## Uitslagen

### Kwalificatie
| Rang | Naam                | Land | Tijd   | Snelheid (km/h) | Opmerking |
| ---- | ------------------- | ---- | ------ | --------------- | --------- |
| 1    | Jason Kenny         | GBR  | 9.713  | 74.127          | OR        |
| 2    | Grégory Baugé       | FRA  | 9.952  | 72.347          |           |
| 3    | Shane Perkins       | AUS  | 9.987  | 72.093          |           |
| 4    | Robert Förstemann   | GER  | 10.072 | 71.485          |           |
| 5    | Denis Dmitrjev      | RUS  | 10.088 | 71.371          |           |
| 6    | Hersony Canelón     | VEN  | 10.123 | 71.125          |           |
| 7    | Seiichiro Nakagawa  | JPN  | 10.144 | 70.977          |           |
| 8    | Zhang Miao          | CHN  | 10.155 | 70.901          |           |
| 9    | Eddie Dawkins       | NZL  | 10.201 | 70.581          |           |
| 10   | Njisane Phillip     | TRI  | 10.202 | 70.574          |           |
| 11   | Azizulhasni Awang   | MAS  | 10.226 | 70.408          |           |
| 12   | Jimmy Watkins       | USA  | 10.247 | 70.264          |           |
| 13   | Pavel Kelemen       | CZE  | 10.311 | 69.828          |           |
| 14   | Damian Zielinski    | POL  | 10.323 | 69.747          |           |
| 15   | Bernard Esterhuizen | RSA  | 10.350 | 69.565          |           |
| 16   | Hodei Mazquiaran    | ESP  | 10.604 | 67.898          |           |
| 17   | Zafeiris Volikakis  | GRE  | 10.663 | 67.523          |           |

### 1/16 finale
| Naam                | Land   | Uitslag   |        |
| Heat 1              | Heat 1 | Heat 1    | Heat 1 |
| ------------------- | ------ | --------- | ------ |
| Jason Kenny         | GBR    | Winnaar   |        |
| Bye                 |        |           |        |
| Heat 2              |        |           |        |
| Grégory Baugé       | FRA    | Winnaar   |        |
| Zafeiris Volikakis  | GRE    | DSQ       |        |
| Heat 3              |        |           |        |
| Shane Perkins       | AUS    | Winnaar   |        |
| Hodei Mazquiaran    | ESP    | Verliezer |        |
| Heat 4              |        |           |        |
| Robert Förstemann   | GER    | Winnaar   |        |
| Bernard Esterhuizen | RSA    | Verliezer |        |
| Heat 5              |        |           |        |
| Denis Dmitrjev      | RUS    | Winnaar   |        |
| Damian Zielinski    | POL    | Verliezer |        |
| Heat 6              |        |           |        |
| Hersony Canelón     | VEN    | REL       |        |
| Pavel Kelemen       | CZE    | Winnaar   |        |
| Heat 7              |        |           |        |
| Seiichiro Nakagawa  | JPN    | Verliezer |        |
| Jimmy Watkins       | USA    | Winnaar   |        |
| Heat 8              |        |           |        |
| Zhang Miao          | CHN    | Verliezer |        |
| Azizulhasni Awang   | MAS    | Winnaar   |        |
| Heat 9              |        |           |        |
| Eddie Dawkins       | NZL    | Verliezer |        |
| Njisane Phillip     | TRI    | Winnaar   |        |

| Naam                | Land   | Uitslag   |        |
| Heat 1              | Heat 1 | Heat 1    | Heat 1 |
| ------------------- | ------ | --------- | ------ |
| Hersony Canelón     | VEN    | Winnaar   |        |
| Eddie Dawkins       | NZL    | Verliezer |        |
| Heat 2              |        |           |        |
| Damian Zielinski    | POL    | Verliezer |        |
| Seiichiro Nakagawa  | JPN    | Winnaar   |        |
| Heat 3              |        |           |        |
| Hodei Mazquiaran    | ESP    | Verliezer |        |
| Bernard Esterhuizen | RSA    | Winnaar   |        |
| Zhang Miao          | CHN    | Verliezer |        |

### 1/8 finale
| Naam                | Land   | Uitslag   |        |
| Heat 1              | Heat 1 | Heat 1    | Heat 1 |
| ------------------- | ------ | --------- | ------ |
| Jason Kenny         | GBR    | Winnaar   |        |
| Bernard Esterhuizen | RSA    | Verliezer |        |
| Heat 2              |        |           |        |
| Grégory Baugé       | FRA    | Winnaar   |        |
| Seiichiro Nakagawa  | JPN    | Verliezer |        |
| Heat 3              |        |           |        |
| Shane Perkins       | AUS    | Winnaar   |        |
| Hersony Canelón     | VEN    | Verliezer |        |
| Heat 4              |        |           |        |
| Robert Förstemann   | GER    | Verliezer |        |
| Njisane Phillip     | TRI    | Winnaar   |        |
| Heat 5              |        |           |        |
| Denis Dmitrjev      | RUS    | Winnaar   |        |
| Azizulhasni Awang   | MAS    | Verliezer |        |
| Heat 6              |        |           |        |
| Pavel Kelemen       | CZE    | Verliezer |        |
| Jimmy Watkins       | USA    | Winnaar   |        |

| Naam                | Land   | Uitslag   |        |
| Heat 1              | Heat 1 | Heat 1    | Heat 1 |
| ------------------- | ------ | --------- | ------ |
| Bernard Esterhuizen | RSA    | Verliezer |        |
| Robert Förstemann   | GER    | Winnaar   |        |
| Pavel Kelemen       | CZE    | Verliezer |        |
| Heat 2              |        |           |        |
| Seiichiro Nakagawa  | JPN    | Verliezer |        |
| Hersony Canelón     | VEN    | Verliezer |        |
| Azizulhasni Awang   | MAS    | Winnaar   |        |

| Rang | Naam                | Land | Uitslag   |
| ---- | ------------------- | ---- | --------- |
| 9    | Seiichiro Nakagawa  | JPN  | Winnaar   |
| 10   | Pavel Kelemen       | CZE  | Verliezer |
| 11   | Bernard Esterhuizen | RSA  | Verliezer |
| 12   | Hersony Canelón     | VEN  | Verliezer |

### Kwartfinales
| Naam              | Land   | Run 1  | Run 2  | Run 3  | Uitslag   |
| Heat 1            | Heat 1 | Heat 1 | Heat 1 | Heat 1 | Heat 1    |
| ----------------- | ------ | ------ | ------ | ------ | --------- |
| Jason Kenny       | GBR    |        |        |        | Winnaar   |
| Azizulhasni Awang | MAS    |        |        |        | Verliezer |
| Heat 2            |        |        |        |        |           |
| Grégory Baugé     | FRA    |        |        |        | Winnaar   |
| Robert Förstemann | GER    |        |        |        | Verliezer |
| Heat 3            |        |        |        |        |           |
| Shane Perkins     | AUS    |        |        |        | Winnaar   |
| Jimmy Watkins     | USA    |        |        |        | Verliezer |
| Heat 4            |        |        |        |        |           |
| Njisane Phillip   | TRI    |        |        |        | Winnaar   |
| Denis Dmitrjev    | RUS    |        |        |        | Verliezer |

| Rang | Naam              | Land | Uitslag   |
| ---- | ----------------- | ---- | --------- |
| 5    | Denis Dmitrjev    | RUS  | Winnaar   |
| 6    | Jimmy Watkins     | USA  | Verliezer |
| 7    | Robert Förstemann | GER  | Verliezer |
| 8    | Azizulhasni Awang | MAS  | Verliezer |

### Halve finales
| Naam            | Land   | Run 1  | Run 2  | Run 3  | Uitslag   |
| Heat 1          | Heat 1 | Heat 1 | Heat 1 | Heat 1 | Heat 1    |
| --------------- | ------ | ------ | ------ | ------ | --------- |
| Jason Kenny     | GBR    |        |        |        | Winnaar   |
| Njisane Phillip | TRI    |        |        |        | Verliezer |
| Heat 2          |        |        |        |        |           |
| Grégory Baugé   | FRA    |        |        |        | Winnaar   |
| Shane Perkins   | AUS    |        |        |        | Verliezer |

### Finales
| Naam            | Land           | Run 1          | Run 2          | Run 3          | Uitslag        |
| Bronzen finale  | Bronzen finale | Bronzen finale | Bronzen finale | Bronzen finale | Bronzen finale |
| --------------- | -------------- | -------------- | -------------- | -------------- | -------------- |
| Njisane Phillip | TRI            |                |                |                | 4e             |
| Shane Perkins   | AUS            |                |                |                | Brons          |
| Gouden finale   |                |                |                |                |                |
| Jason Kenny     | GBR            |                |                |                | Goud           |
| Grégory Baugé   | FRA            |                |                |                | Zilver         |

1896: Paul Masson ·
1900: Albert Taillandier ·
1920: Maurice Peeters ·
1924: Lucien Michard ·
1928: Roger Beaufrand ·
1932: Jacques van Egmond ·
1936: Toni Merkens ·
1948: Mario Ghella ·
1952: Enzo Sacchi ·
1956: Michel Rousseau ·
1960: Sante Gaiardoni ·
1964: Giovanni Pettenella ·
1968: Daniel Morelon ·
1972: Daniel Morelon ·
1976: Anton Tkáč ·
1980: Lutz Heßlich ·
1984: Mark Gorski ·
1988: Lutz Heßlich ·
1992: Jens Fiedler ·
1996: Jens Fiedler ·
2000: Marty Nothstein ·
2004: Ryan Bayley ·
2008: Chris Hoy · 
2012: Jason Kenny · 
2016: Jason Kenny · 
2020: Harrie Lavreysen · 
2024: Harrie Lavreysen